# Michael Kleider
Michael Kleider (* 3. November 1970 in Nürnberg) ist ein deutscher Geograph und Wanderführerautor.
Kleider studierte Geographie sowie neue und mittlere Geschichte an der Friedrich-Alexander Universität Erlangen-Nürnberg. Er schloss sein Studium 2001 mit einem M.A. in Geographie bei Werner Bätzing ab.

## Fachgebiet
Michael Kleider beschäftigt sich mit den Alpen und besonders intensiv mit den piemontesischen Alpentälern. Er engagiert sich für einen sanften Wandertourismus in strukturschwachen Alpengebieten und für den piemontesischen Weitwanderweg Grande Traversata delle Alpi.

## Publikationen
- mit Werner Bätzing: Auf der GTA durch die piemontesischen Alpen. Teilstrecke Griespass – Dora Baltea. In: Andrea Strauß (Hrsg.): Alpentreks – Die 15 Top-Routen über die Alpen, Bruckmann Verlag, München 2015 (4. Auflage), ISBN 978-3-7654-4549-1, S. 182–201.
- mit Werner Bätzing: Valle Stura. Rundwanderweg durch ein einsames Tal der piemontesischen Alpen, Rotpunktverlag, Zürich 2008, ISBN 978-3-85869-370-9.
- mit Werner Bätzing: Die Seealpen. Naturpark-Wanderungen zwischen Piemont und Côte d´Azur, 2. Auflage, Rotpunktverlag, Zürich 2010, ISBN 978-3-85869-434-8.
- mit Werner Bätzing: Die Ligurischen Alpen. Naturparkwandern zwischen Hochgebirge und Mittelmeer, Rotpunktverlag, Zürich 2011, ISBN 978-3-85869-432-4.
- mit Werner Bätzing: Trekking – Dal Colle di Tenda al Colle di Nava, I Libri della Bussola, Dronero 2011, ISBN 978-88-96031-07-0.
- mit Werner Bätzing: Gran Paradiso. Wandern auf der piemontesischen Seite des Nationalparks, Rotpunktverlag, Zürich 2013, ISBN 978-3-85869-539-0.
- mit Werner Bätzing: Trekking Sui Grandi Anelli Delle Alpi Cuneesi. Lou Viage – La Curnis – Percorsi Occitani, I Libri della Bussola, Dronero 2013, ISBN 978-88-96031-14-8.
- mit Werner Bätzing: Die Lanzo-Täler. Belle Epoque und Bergriesen im Piemont, Rotpunktverlag, Zürich 2015, ISBN 978-3-85869-649-6.